# 里姆斯贝格
里姆斯贝格是德国莱茵兰-普法尔茨州的一个市镇。总面积3.20平方公里，总人口123人，其中男性60人，女性63人（2011年12月31日），人口密度38人/平方公里。